# 바하마 요리

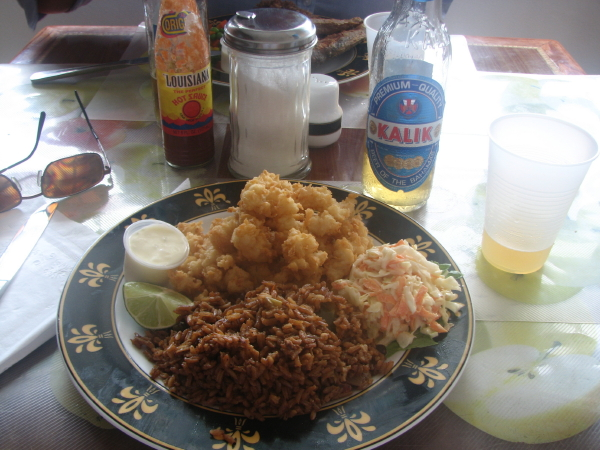
라이스 앤드 피즈와 고둥튀김

바하마 요리(Bahama 料理, 영어: Bahamian cuisine 버헤이미언 퀴진[*])는 카리브 지역에 있는 바하마의 요리이다.

## 같이 보기
- 카리브 요리